# Интеграл дневного освещения
Интеграл дневного освещения (англ. Daily Light Integral), сокр. ИДО (англ. DLI) — количество фотосинтетически активной радиации (ФАР), которую растение получает в течение дня. Представляет собой функцию от интенсивности света (мгновенный свет: мкмоль·м−2·с−1) и времени (сутки). Выражается как моль света на квадратный метр в день, то есть моль·м−2·день−1.

### Единицы измерения и расчет ИДО
Интеграл дневного освещения является мерой количества света, получаемого в течение одного дня в определённой местности или территории. Обычно ИДО выражается в количестве вещества фотонов ФАР (моль), попавших на площадь в один квадратный метр (м−2) в течение одного дня (сут−1) — моль·м−2·сут−1. Таким образом, ИДО служит мерой количества фотонов ФАР полученных площадью в один квадратный метр в течение суток.
ИДО обычно рассчитывают, измеряя плотность фотосинтетического светового потока (англ. photosynthetic photon flux density, PPFD) в мкмоль·м−2·с−1 и её изменение в течение дня. После измерений возможно просуммировать плотность потока в течение суток и оценить значение ИДО.
Так например, если плотность фотосинтетического светового потока остается постоянной в течение 24-часов, то ИДО в моль·м−2·сут−1 может быть рассчитан по простому уравнению:
{\displaystyle DLI=(PPFD\times 86400)/1000000}
Где 86400 с = 1 сут
1 моль = 1000 000 мкмоль
Другим примером является суммарная солнечная радиация, полученная в течение одного дня квадратным метром, или Вт·м−2. В зависимости от характера исследования интеграл дневного освещения может оказаться более полезным, чем данные о мгновенном значении интенсивности падающего света. ИДО меняется в зависимости от географической широты, времени года и облачности и колеблется от 5-60 моль·м−2·сут−1 для ФАР. В теплицах или камерах для роста значение ИДО обычно значительно снижено, что может повлиять на соотношение побегов и корней, морфологию и сроки цветения.

### Средние значения ИДО
В солнечный зимний день в средних широтах растение получает около 9 моль фотонов/день. Если на небе облачно, то ИДО падает до 3 моль/день. В солнечный день летом интеграл дневного освещения составляет около 26 моль/день и 12 моль/день в пасмурный день.
Каждый вид растений имеет оптимальный для роста диапазон значений ИДО. Измерения интеграла дневного освещения в течение вегетационного периода и сравнение результатов могут помочь садоводу решить, какие разновидности растений могут расти на данном участке.
Примеры расчёта:
- ИДО (моль/м2/день) = средняя интенсивность света (мкмоль/м2/с) · время (в секундах) / 1.000.000
- ИДО (моль/м2/день) = ФАР· ч · 3600 / 1.000.000

## Список литературы
- Korczynski et al., 2002
- Bunnelle et al., 2005 and Ilias et al. 2005